# HD 180553
HD 180553，又名BD+27 3313，SAO 87005、HR 7305，是一颗恒星，视星等为6.54，位于銀經60.14，銀緯7.23，其B1900.0坐标为赤經19h 11m 55.1s，赤緯+27° 7.23′ 46″。